# Lily Pincus
Lily Pincus (* 13. März 1898 in Karlsbad, Österreich-Ungarn; † 22. Oktober 1981 in London) war eine deutsch-britische Sozialarbeiterin und Autorin.

## Leben
Lily Pincus wurde am 13. März 1898 in Karlsbad als Lily Lazarus in eine jüdische Familie geboren. 1900 kam ihr Bruder Oskar zur Welt. 1903 zog die Familie nach Berlin um, wo 1905 ihr Bruder Max geboren wurde. Von 1914 bis zum Sommer 1916 machte sie eine Ausbildung in wissenschaftlicher Fotografie im Lettehaus. Danach arbeitete sie als Röntgenassistentin.
1918 lernte sie den jüdischen Juristen Fritz Pincus kennen, der als Direktor und Syndikus für eine Bank arbeitete. Sie heirateten am 1. Juni 1922. In den Sommern 1923 und 1924 hatten sie zunächst eine Wochenendwohnung in Glienicke, bis sie im Mai 1925 endgültig nach Potsdam („aufs Land“) umzogen. Hier bewohnten sie mit den Freunden Claire und Günther Löwenfeld das „Haus auf dem Küssel“. Ab 1931 arbeitete sie als Sekretärin bei der Hoffbauer-Stiftung Hermannswerder. Am 2. Februar 1939 emigrierte das Ehepaar über Prag nach London. 1939 zogen sie nach Harlech in Merionethshire (Wales), wo Lily Pincus im College (Erwachsenenbildung) arbeitete. Im April 1943 zogen sie nach London. Hier arbeitete sie als Sozialarbeiterin in der Familienfürsorge.
1948 begründete sie das Institut für Ehestudien an der Tavistock Clinic in London, das sie bis 1965 leitete und für das sie bis 1973 arbeitete.

## Werke (Auswahl)
- ...bis daß der Tod euch scheidet. Zur Psychologie des Trauerns, Ullstein, Stuttgart 1977, ISBN 3-548-34096-2
- Geheimnisse in der Familie (zusammen mit Christopher Dare), Deutsche Verlags-Anstalt, Stuttgart 1978, ISBN 3-421-01871-5
  - Englisch: Secrets in the Family, Pantheon Books 1978, ISBN 0-394-41357-1
- Das hohe Alter. Lebendig bleiben bis zuletzt, Stuttgart 1982, ISBN 3-492-11369-9
- Verloren – gewonnen. Mein Weg von Berlin nach London, Autobiografie, Stuttgart 1980, ISBN 3-421-01931-2